# Castelvecchio
Le Castelvecchio, contraction des mots italiens castello (château) et vecchio (vieux), est le monument en brique rouge le plus important de l'architecture civile du Moyen Âge à Vérone.

## Historique
Le Castelvecchio a été édifié pour défendre la ville des invasions de l'extérieur et des révoltes intérieures venant du peuple. Il fut construit entre 1354 et 1356 pour la famille des Scaligeri par Cangrande II. À la fois résidence des seigneurs et forteresse, il fut utilisé ensuite comme caserne, puis comme prison. La forteresse a été établie à un point stratégique. Le pont, utilisé exclusivement par les familles nobles, pouvait être traversé à l'abri des attaques et permettait de sortir rapidement de la ville.
À partir de 1404, date à laquelle la ville de Vérone est rattachée à la République de Venise, il est exclusivement utilisé comme dépôt militaire. Au XVIIIe siècle, il accueille l'Académie militaire. En 1797, il fut le théâtre d'affrontements au moment des Pâques véronaises contre l'armée napoléonienne. L'édifice a alors été profondément repensé. La façade qui longe l'Adige fut reconstruite dans un style néoclassique. À l'époque où Vérone appartenait au royaume d'Autriche le Castelvecchio continua à être utilisé comme bâtiment militaire. 
C'est au cours du XXe siècle que le Castelvecchio connut un profond changement. Le directeur des musées de la ville Antonio Avena et l'architecte Ferdinando Forlati ont mis un terme à une utilisation exclusivement défensive du château en réintégrant les crénelures de l'enceinte et des éléments inspirés de l'époque du gothique tardif. En 1925 le château devint un musée, sa restauration étant terminée en 1928. À la fin des années 1950, sous la direction de Licisco Magagnato, le Castelvecchio fut rénové par l'architecte Carlo Scarpa (1906-1978). Le musée est aujourd'hui un chef-d’œuvre de la muséographie italienne d'après-guerre.
Le Castelvecchio abrite aujourd'hui le musée municipal qui présente l'art véronais du Moyen Âge à la fin du XVIIIe siècle. On peut y voir une collection de peintures et de sculptures, parmi lesquelles se trouvent des statues de la première moitié du XIVe siècle du maître de l'église véronaise Sant'Anastasia constituant un des témoignages les plus importants de l'époque des Della Scala, le célèbre portrait de Giovanni Francesco Caroto et les œuvres de grands maîtres vénitiens (Mantegna, Bellini, Tintoret ou Véronèse), ainsi que des armes blanches.

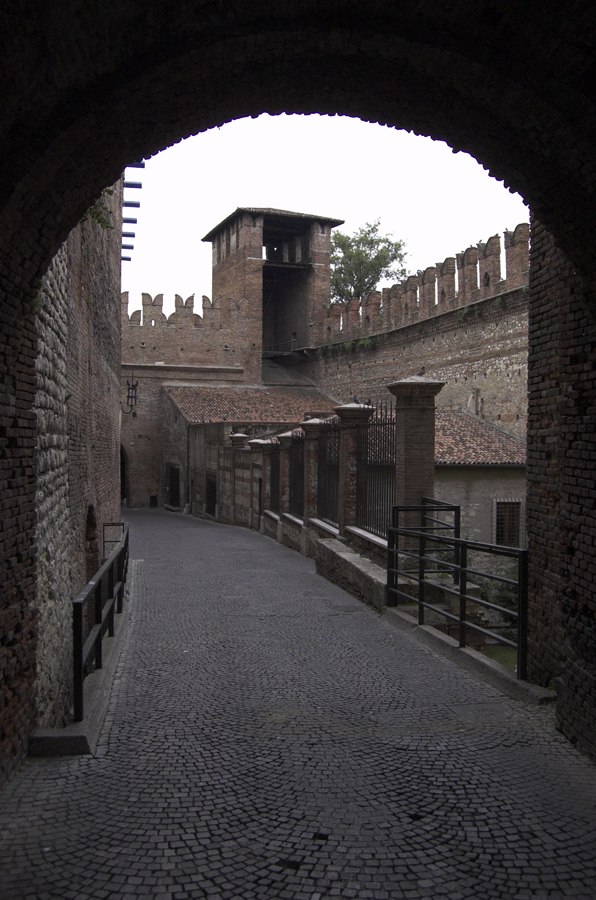
Intérieur du château.
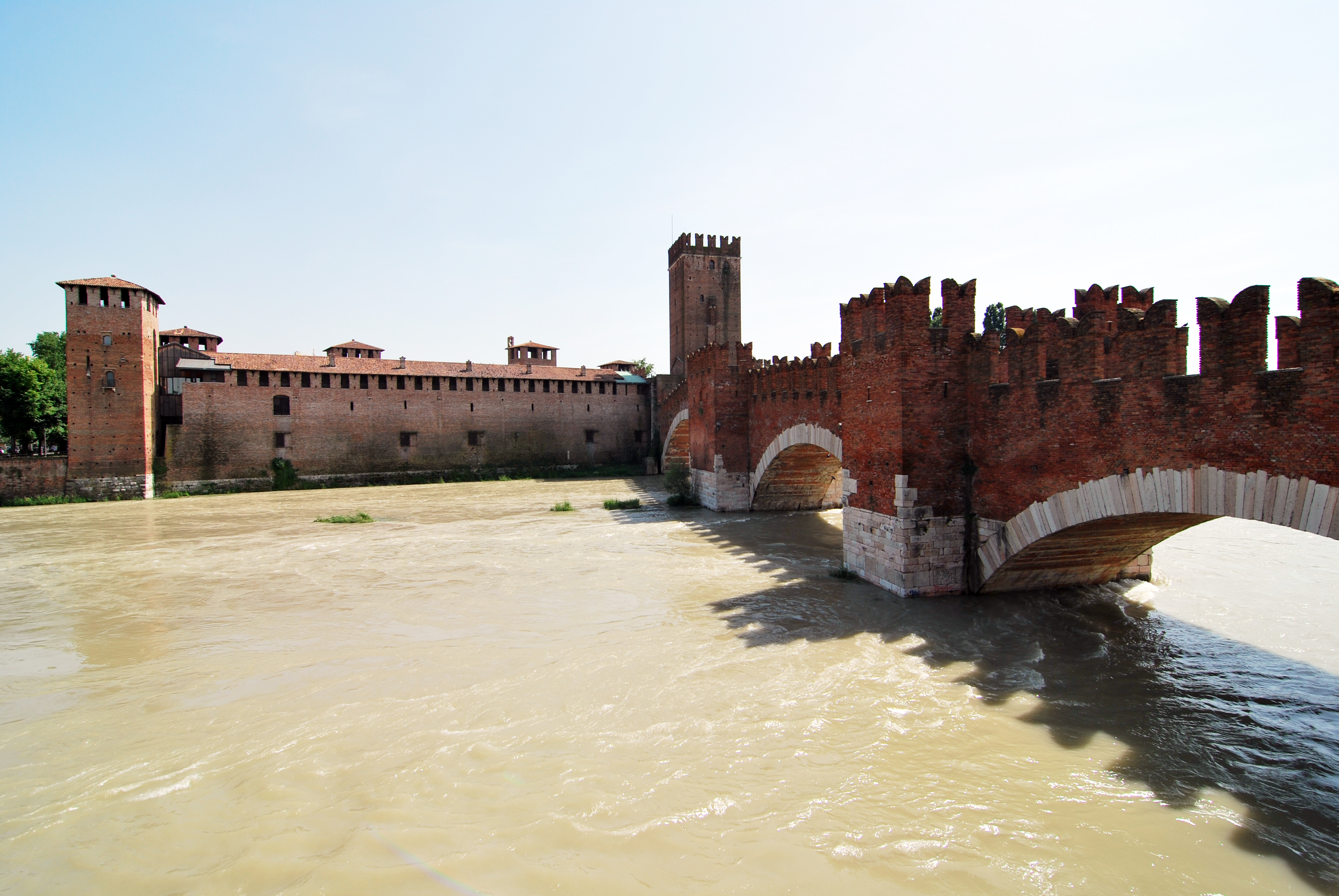
Pont gothique de Castelvecchio ou pont Scaliger.